# アンティパトロス・エテシアス
アンティパトロス・エテシアス（ギリシア語: Ἀντίπατρος Ετησίας, ラテン文字転記：Antipatros Etesias、在位：紀元前279年）はアンティパトロス朝のマケドニア王である。
アンティパトロスは王朝の祖カッサンドロスの甥でカッサンドロスの兄弟ピリッポスの子である。アンティパトロスはメレアグロス王を追い出して王位に就いたが、在位45日で親族のソステネスによって王位を奪われた。アンティパトロスはその後も王位に返り咲こうと画策したが、アンティゴノス2世が王位を確かなものとしたため、失敗し二度と復位することは出来なかった。アンティパトロスの治世の間にエテシアの風（東部地中海で5月半ばから9月中旬に周年吹く風）が吹いたためにマケドニア人から彼はエテシアスと呼ばれた。

## 註
1. 1 2 3  エウセビオス, 『年代記』
2. ↑  ディオドロス, XII, 4

## 参考URL
- ディオドロスの『歴史叢書』の英訳
- エウセビオスの『年代記』の英訳